# CAE Oxford Aviation Academy
CAE Oxford Aviation Academy is een Canadese luchtvaartschool met twaalf vestigingen, verspreid over de wereld. Daarmee is het de grootste luchtvaartschool ter wereld. De CAE Oxford Aviation Academy is een 100% dochteronderneming van de Canadese multinationale onderneming Canadian Aviation Electronics; het valt onder de divisie Aviation Training & Services.
Het huidige traject van de vliegopleiding bestaat uit twee fases, de theorieperiode en de praktijkperiode. In totaal duurt de opleiding twintig maanden. Dit hangt overigens af van de doorstroming tussen de verschillende periodes. Bij de luchtvaartschool kan gekozen worden voor de geïntegreerde vliegopleidingen waarbij men de vliegbrevetten de CPL en de ATPL kan behalen. Eveneens biedt de luchtvaartschool modulaire vliegopleidingen. Daarnaast kan bij de CAE Oxford Aviation Academy ratings worden behaald, zoals de MPL, IR, MEP en MCC, en kan men type ratings volgen.

## CAE Oxford Aviation Academies
Hieronder staan de twaalf CAE Oxford Aviation Academies:
- CAE Oxford Aviation Academy Amsterdam;
- CAE Oxford Aviation Academy Brussels;
- CAE Oxford Aviation Academy Douala;
- CAE Oxford Aviation Academy Évora;
- CAE Oxford Aviation Academy Gondia;
- CAE Oxford Aviation Academy Langkawi;
- CAE Oxford Aviation Academy Moncton;
- CAE Oxford Aviation Academy Oxford;
- CAE Oxford Aviation Academy Perth;
- CAE Oxford Aviation Academy Phoenix;
- CAE Oxford Aviation Academy Rae Bareli;
- CAE Oxford Aviation Academy San Diego.

## Vloot
| Toestel                   | Totaal aantal |
| ------------------------- | ------------- |
| Beechcraft 76 Duchess     | 5             |
| Beechcraft King Air C90   | 3             |
| Beechcraft King Air C90-A | 4             |
| Beechcraft King Air E90   | 1             |
| Cessna 152                | 1             |
| Cessna 172                | 71            |
| Cessna 172 G100           | 1             |
| Cessna 172 RG             | 1             |
| Citation Jet              | 2             |
| Decathlon 8KCAB           | 1             |
| Diamond DA20-C1           | 63            |
| Diamond DA40              | 44            |
| Diamond DA42              | 13            |
| Grobs                     | 40            |
| Piper Archer              | 10            |
| Piper Arrow               | 4             |
| Piper PA-28 Warrior       | 31            |
| Piper PA-34 Seneca V      | 28            |
| Piper Seminole            | 10            |
| Socata TB-10 GT Tobago    | 1             |
| Socata TB-20 GT Trinidad  | 15            |
| Socata TB-200 GT Tobago   | 11            |
| Zlin Z 242                | 6             |